# Grou-azul
O grou-azul (Grus paradisea, anteriormente Anthropoides paradiseus) é uma ave alta que vive no solo, do género Grus.

## Fisionomia
É considerada pequena para os padrões da família dos grous, com 100–120 cm de altura, uma envergadura de 180–200 cm e um peso de 3.6-6.2 kg 